# Računska kemija
Računska kemija je grana kemije koja koristi računalnu simulaciju kako bi pomogla u rješavanju kemijskih problema. Ona koristi metode teorijske kemije ugrađene u učinkovite računalne programe za izračunavanje struktura i svojstava molekula i čvrstih tvari. Njezina nužnost proizlazi iz činjenice da se kvantni problem n tijela ne može riješiti analitički (osim za vodikov molekulski ion). Računalni rezultati obično nadopunjuju podatke dobivene kemijskim eksperimentima, ali u nekim slučajevima mogu i predvidjeti kemijske pojave i kemijska svojstva koje prethodno nisu bile uočene. Računska kemija se široko koristi u izradi lijekova i novih materijala.
Osnova za računsku kemiju jest stehiometrija, računanje kvantitativnih odnosa između reaktanata i produkata. U stehiometriji se najčešće koristi jedna od 7 osnovnih veličina- množina tvari (n). Jedinica za množinu tvari je mol. Mol je točno određen broj tvari. Taj broj poznat je kao Avogadrov broj, a iznosi 6,022×〖10〗^23 čestica ( atoma, molekula ili iona). Zašto baš taj broj? Zato što se taj broj čestica nalazi u 12g ugljika C-12, najstabilnijeg izotopa u prirodi. Množina tvari povezuje gotove sve ostale veličine, npr. masu, molarnu masu, brojnost jedinki, Avogadrovu konstantu, volumen, standardni molarni volumen i ostale. 3 najvažnije formule za množinu su: n=m/M, n=N/L, n= V/Vm. 